# Ejército Cristero
El ejército cristero fue el ejército conformado por católicos mexicanos que participó en la guerra cristera de 1926 a 1929 en México, en contra del gobierno  de Plutarco Elías Calles. La Constitución mexicana de 1917 establecía una política que negaba la personalidad jurídica a las iglesias, prohibía la participación del clero en política, privaba a las iglesias del derecho a poseer bienes raíces e impedía el culto público fuera de los templos. Este ejército se resistía a estas políticas. 

## Historia

### Antecedentes
Con el ocaso de la "conciliación" porfirista, en la primera década del siglo XX, emergieron nuevamente tendencias anticlericales que se expresaron durante la Revolución mediante actos de violencia y una legislación restrictiva, fijada en la Constitución de 1917. El día 14 de noviembre de 1921, ocurrió un atentado en la Antigua Basílica de Guadalupe, con la finalidad de destruir la imagen de la Virgen de Guadalupe, sin embargo por causas aún desconocidas, el cuadro no sufrió daño alguno, por lo que muchos indicaron que fue un milagro; esto causó enojo en la feligresía mexicana y dio más fuerzas a levantarse en contra del Gobierno. Después de un período relativamente apacible durante los gobiernos de Carranza y Obregón, la presión anticlerical se intensificó con la elección de Plutarco Elías Calles a la presidencia. En 1925, con apoyo de la Confederación Regional Obrera Mexicana (CROM) se creó la Iglesia Católica Apostólica Mexicana (ICAM) para romper con el Vaticano.

### Formación
La milicia cristera estaba conformada por diversos sectores de la sociedad, principalmente provenientes de Jalisco, Guanajuato, Colima, Nayarit y Michoacán, pero posteriormente, otros católicos de distintas partes de la república mexicana se unieron a este movimiento, su conformación era en su mayoría de peones y aparceros rurales. Si bien algunos ricos hacendados se unieron al ejército (como Jesús Quintero, José Guadalupe Gómez, Manuel Moreno, Salvador Aguirre, Luis Ibarra y Pedro Quintanar por ejemplo) en las regiones de Zacatecas, los Altos de Jalisco, Michoacán, Durango y Guanajuato. Estos personajes fueron solo la excepción que confirmaba la regla: “Solo la gente humilde se estaba uniendo a la lucha”. Así mismo fue destacada la participación de cristeros de origen Indígena algunos pertenecían a las Etnias del Pueblo rarámuri, Pueblo mixteco, Pueblo Wixárika, Pueblo de los Tepehuanes del sur y del Pueblo mayo.

#### Participación de las mujeres
Por su parte, las mujeres también desempeñaron un papel importante dentro del ejército cristero. Además de ser las primeras guerrilleras y las más entusiastas a la hora de conflicto, se destacan más de 25,000 de las llamadas Brigadas Femeninas, dedicadas a apoyar en la rebelión. Quiénes operaban se encargaban muchas veces de la Logística, conseguir dinero, comida, parque, información, refugio, cura y protección a los combatientes. Su consigna era el voto de silencio, esto permitió un trabajo más efectivo. Las mujeres inicialmente se reclutaron de los colegios católicos y con el tiempo se incorporaron mujeres campesinas y de todos los estratos sociales. Algunas familiares de combatienes cristeros participaban activamente en estas brigadas, como la madre del General Cristero José Reyes Vega.

### Profesionalización
En los primeros meses de la guerra la mayoría de los cristeros estaban desorganizados en focos independientes, fue con la contratación del General Enrique Gorostieta Velarde en junio de 1927 que se pudo conformar una mejor organización militar. Gracias al manejo de Gorostieta el ejército pudo reagruparse, ya que previamente habían sido derrotados y en su mayoría terminaron huyendo hacía los Estados Unidos.

### Los jefes
El número de jefes ascendía hasta unos 200, todos ellos con grado que iba de mayor hasta el de general. La manera en que tomaban el puesto de jefe consistía en ser elegidos o reconocidos por los demás soldados para posteriormente ser confirmados por las autoridades superiores. Los primeros jefes fueron los que tomaban la iniciativa del movimiento en su región o los que eran elegidos por el grupo rebelde al que pertenecían. Predominaba la democracia por lo que si la mayoría estaba descontenta con el jefe, obligaban a este a renunciar para volver a las filas o marcharse. Las cualidades más apreciadas y valoradas entre los líderes eran el valor personal y la experiencia militar. De entre los 200 solo 12 procedían del ejército federal, otros 12 eran soldados o policías y otros 40 conocían más o menos del oficio de armas, reflejándose esto en que solo un 30% de los jefes llegaron a su puesto por experiencia. Entre los principales líderes se encontraban: Enrique Gorostieta Velarde (Comandante en Jefe del ejército), Jesús Degollado Guízar (Jefe de la División del Sur), Aristeo Pedroza (Jefe de la Brigada de los Altos), Manuel Frías (Jefe de la Brigada de la Santa Cruz), Pedro Quintanar (Jefe de la Brigada Quintanar), Benjamin Mendoza (Jefe de la Brigada Mendoza), Victorino Bárcenas (Jefe de la Zona de Guerrero), Lauro Rocha (Comandante en Jefe del ejército durante la Segunda Guerra Cristera).

## Geografía y ubicación de los reclutas
El levantamiento de los Cristeros no dependió solamente de las circunstancias geográficas, históricas y sociales sino que también tuvieron su papel las circunstancias psicológicas. El fanatismo jugó un papel importante e hizo que el levantamiento tuviera diferentes características dependiendo de la región, aunque no hay que confundir la fe religiosa con la vocación militar que puede tener una persona. Dado que el ejército era una milicia, el comportamiento y la estrategia que utilizaban variaba dependiendo de si estaban en zonas montañosas, planicies, valles, mesetas, etc. Los destacamentos se ubicaban de la siguiente manera alrededor del país:

### Primera Cristiada
- Michoacán.- 12,000 combatientes.
- Jalisco.- 10,000 combatientes. La División del Sur contaba con 9 regimientos y la Brigada de los Altos con 5 regimientos.
- Guanajuato y Querétaro.- 4,000 combatientes. 2 regimientos para la Brigada de la Cruz en Sierra Gorda.
- Zacatecas.- 5,400 combatientes. Los 5 regimientos de la Brigada Quintanar, 3 de Chema Gutiérrez, Felipe Sánchez y Pedro Sandoval.
- Nayarit y Sinaloa.- 2,500 combatientes.
- Volcanes de Colima.- 2,000 combatientes. 6 regimientos.
- Durango.- De 1,500 a 3,000 combatientes.
- Guerrero.- De 2,000 a 4,000 combatientes.
- Oaxaca.- 1,500 combatientes.
- México, Morelos y Distrito Federal.- 1,000. Brigada Mendoza.
- Puebla, Tlaxcala y Veracruz.- 1,000 combatientes.
- Tehuantepec.- 800 combatientes.

Todo esto llevando a un total de aproximadamente de 50,000 combatientes ya que en el cálculo pasado no se toman en cuenta las partidas temporales de Coahuila, San Luis Potosí, Chihuahua, Tabasco, Las Tuxtlas y Veracruz.

### Segunda Cristiada
- 400 hombres en Sonora
- 2500 en Nayarit, Sinaloa, Durango, Jalisco y Zacatecas. Formaban el gran reducto septentrional que habría de ser el último que dejará de resistir
- 350 hombres en Aguascalientes
- 1300 en el norte de Guanajuato y de Querétaro
- 500 en Michoacán
- 600 en Morelos
- 300 en Oaxaca
- 1200 en la sierra de Puebla, Hidalgo y Veracruz.

Durante la Segunda Guerra Cristera los cálculos más optimistas llegan a los 8,000 cristeros en 1935, para 1939 el número disminuyó a sólo 2000.

## Disolución
Incluso años después del término de la guerra cristera hubo repuntes de violencia de manera esporádica, teniendo su propio programa político y permaneciendo de manera autónoma con otros excombatientes cristeros. La desaparición de la Liga Nacional para la Defensa de las Libertades Religiosas (y con ella su ala armada) varia en cada estado, por ejemplo en Michoacán y Puebla desaparecieron en 1938, mientras que en Durango y Guanajuato desaparecieron hasta 1941.
Cerca de 251,500 personas fallecieron en los conflictos.